# Сан Сикарио Алто (Торино)
Сан Сикарио Алто је насеље у Италији у округу Торино, региону Пијемонт.
Према процени из 2011. у насељу је живело 36 становника. Насеље се налази на надморској висини од 1688 м.